# 凤凰乡 (汨罗市)
凤凰乡是中华人民共和国湖南省岳阳市屈原管理区下属的一个镇，位于屈原管理区中部，洞庭湖、汨罗江、湘江交汇之处。
除行政村村、财税外，其他事务包括民事村村、区划与统计等全部归入汨罗市。
辖22个建制村，总面积69.79平方千米，总人口1.82万人，乡人民政府驻磊石（原琴棋乡人民政府驻地）。

## 建制沿革
- 1969年，建屈原茶场。
- 1998年，改设凤凰山办事处。
- 2003年，与汨江办事处合并设立凤凰乡。
- 2015年，与琴棋乡成建制合并设立凤凰乡。

## 行政区划
下辖22个行政村：
- （原凤凰乡下辖）东干村、横港村、船江村、春江村、河泊潭村、香游湖村、汨江村、荞麦湖村、兴隆村、凤凰村、福星村
- （原琴棋乡下辖）青港村、北港村、八港村、三星村、凤凰村、古湖村、大湾村、磊石村、新河村、永丰村